# エンリコ・ディ・ボルボーネ＝パルマ
エンリコ・ディ・ボルボーネ＝パルマ（イタリア語: Enrico di Borbone-Parma, 1873年6月13日 - 1939年11月16日）は、ボルボーネ＝パルマ家家長および名目上のパルマ公（1907年 - 1939年）。

## 生涯
最後のパルマ公で既にパルマを追われていたロベルト1世と、最初の妻の両シチリア王女マリーア・ピアの次男（第4子、ただし兄フェルディナンドは誕生後間もなく夭逝しており、実質的には長男）としてスイスのロールシャッハに生まれる。
1907年、父の死によりボルボーネ＝パルマ家の家長、および名目上のパルマ公エンリコ1世（イタリア語: Enrico I）となった。しかし知的障害のため、四弟エリアが摂政として事実上の家長の役割を果たした。この状況は、エンリコが独身で子がいないまま1939年に死去した後、三弟ジュゼッペが家長位を継いだ後も継続した。